# Alan Varela
Alan Gonzalo Varela (nascut el 4 de juliol de 2001) és un futbolista professional argentí que juga com a migcampista defensiu o central al club Porto de la Primeira Liga.

## Carrera de club

### Boca Juniors
Varela es va incorporar al Boca Juniors el 2012 procedent del Barcelona Luján; un equip vinculat al FC Barcelona, que més tard seria conegut com a Barcelona Juniors arran d'una associació amb Boca. Després d'entrenar amb el sènior de Boca durant l'any 2019, any en què també va signar el seu primer contracte professional, Varela va fer el gran pas al primer equip de Miguel Ángel Russo el 2020. Va ser convocat set vegades, sense jugar, en totes les competicions entre setembre i desembre, inclòs per primera vegada el 17 de setembre per una victòria de la Copa Libertadores contra la Libertad. El debut sènior de Varela va arribar el 20 de desembre en un partit de Copa de la Lliga Professional amb l'Independiente.

### Porto
El 16 d'agost de 2023, el club Porto de la Primeira Liga va anunciar el fitxatge de Varela amb un contracte de cinc anys, per una tarifa de 8 milions d'euros + 3 milions d'euros en complements relacionats amb el rendiment.

## Carrera internacional
El 2019, Varela va ser seleccionat pel tècnic argentí sub20 , Esteban Solari, per al Torneig COTIF a Espanya.

## Palmarès
Boca Juniors
- Primera Divisió: 2022
- Copa Argentina: 2019-20
- Copa de la Lliga Professional: 2020, 2022
- Supercopa Argentina: 2022